# Pouteria areolatifolia
Pouteria areolatifolia är en tvåhjärtbladig växtart som beskrevs av Cyrus Longworth Lundell. Pouteria areolatifolia ingår i släktet Pouteria och familjen Sapotaceae. IUCN kategoriserar arten globalt som sårbar. Inga underarter finns listade i Catalogue of Life.